# Джубга
Джу́бга — посёлок городского типа (курортный посёлок) в Туапсинском районе Краснодарского края. Административный центр Джубгского городского поселения.

## География
Посёлок расположен на побережье Джубгской бухты Чёрного моря, в устье реки Джубга, в лесном массиве (лиственные и хвойные породы). Находится в 52 км к северо-западу от районного центра — Туапсе. От Краснодара к Джубге через Адыгейск, Горячий Ключ и перевал Хребтовый, ведёт автотрасса (М4 и М27) протяжённостью около 110 км.
Пляжи в Джубге в основном песчаные и песчано-галечные. Имеются автокемпинги, автотурбазы и различные базы отдыха как — «Голубая Бухта», «Горный Воздух», «Инал». Также функционируют различные пансионаты.

### Климат
Умеренный−Средиземноморский климат.
| Показатель                    | Янв. | Фев. | Март | Апр. | Май  | Июнь | Июль | Авг. | Сен. | Окт. | Нояб. | Дек. | Год  |
| ----------------------------- | ---- | ---- | ---- | ---- | ---- | ---- | ---- | ---- | ---- | ---- | ----- | ---- | ---- |
| Средний суточный максимум, °C | 6,8  | 7,0  | 9,9  | 15,8 | 20,5 | 24,6 | 27,2 | 27,2 | 23,1 | 17,6 | 12,9  | 9,0  | 16,8 |
| Средняя температура, °C       | 3,6  | 4,0  | 7,1  | 11,6 | 16,6 | 21,3 | 24,1 | 24,3 | 19,5 | 14,0 | 8,6   | 5,1  | 13,3 |
| Средний суточный минимум, °C  | 0,4  | 0,5  | 2,4  | 7,5  | 12,2 | 16,4 | 19,2 | 19,0 | 14,6 | 9,5  | 6,1   | 2,8  | 9,2  |
| Норма осадков, мм             | 115  | 103  | 82   | 66   | 65   | 78   | 66   | 79   | 77   | 75   | 107   | 129  | 1042 |
| Температура воды, °C          | 8,7  | 8,0  | 8,8  | 11,4 | 15,9 | 20,8 | 24,2 | 25,2 | 22,6 | 18,6 | 14,2  | 10,8 | 15,8 |
| Источник:                     |      |      |      |      |      |      |      |      |      |      |       |      |      |

## Этимология
У коренного населения местности — адыгов, топоним и река Джубга произносится как — адыг. Жьыу́бгъу. Согласно наиболее вероятной версии, данный топоним восходит к адыгскому — жъыбгъэ (адыг. жъы — «ветер»; адыг. убгъун — «расстилаться»), что в переводе означает — «расстилающийся ветер» или адыг. жъыубгъу — «ночная красавица». Есть также версия происхождения топонима из шапсугского диалекта: адыг. жэгъуп — «ровное место». 
Оба перевода топонима подходят под географическое описание местности, так как в низовьях долина реки Джубга расширяется и выходит на ровную местность, будучи при этом открытой ветрам с бухты.

## История
Посёлок в XIX был одним из центров Малой Шапсугии. После завершения Кавказской войны и депортации черкесов в 1864 году была основана станица Джубгская, являвшаяся штаб-квартирой Шапсугского берегового батальона (Черноморская укреплённая береговая линия). Первоначально станица находилась в 2 км от устья реки на месте современного микрорайона Станичка.
В 1870 году в связи с ликвидацией Шапсугского батальона станица Джубгская переименована в деревню Джубга, а позже — село. К 1905 году в Джубге имелось 74 двора русских поселенцев, а село входило в состав Туапсинского округа Черноморской губернии.
В 1904 году построено здание церковно-приходской школы, которая до 1986 года была общественно-образовательным учреждением. После постройки новой школы была передана военным, сейчас там находится казарма. В годы Великой Отечественной войны использовалась как госпиталь. 
По ревизии на 1 января 1917 года село Джубга числилось в составе Туапсинского округа Черноморской губернии.
С 11 мая 1920 года село Джубга являлся административным центром Джубгской волости Черноморского округа Кубано-Черноморской области.
С 26 апреля 1923 года село Джубга центр Джубгской волости Туапсинского района Черноморского округа Кубано-Черноморской области.
С 26 января 1925 года село Джубга административный центр Джубгского сельского Совета Туапсинского района Северо-Кавказского края .
С 21 мая 1935 года в связи с упразднением Туапсинского района Джубгский сельский Совет и село Джубга были переданы в подчинение Геленджикского района.
С 16 апреля 1940 года Джубга возвращена во вновь образуемый Туапсинский район. 
13 июля 1965 года селу Джубга был присвоен статус курортного посёлка.

## Население
| 1926  | 1936  | 1940  | 1944  | 1959  | 1970  | 1979  |
| ----- | ----- | ----- | ----- | ----- | ----- | ----- |
| 717   | ↗1000 | ↘917  | ↗1400 | ↗2000 | ↗2798 | ↗3634 |
| 1989  | 1999  | 2002  | 2010  | 2012  | 2013  | 2014  |
| ↘3557 | ↗4112 | ↗5246 | ↘5223 | ↗5340 | ↗5373 | ↗5437 |
| 2015  | 2016  | 2017  | 2018  | 2019  | 2020  | 2021  |
| ↗5512 | ↗5568 | ↗5586 | ↗5671 | ↗5703 | ↘5589 | ↗7111 |
| 2023  |       |       |       |       |       |       |
| ↘7024 |       |       |       |       |       |       |

Национальный состав по переписи 2002 года:
| Народ    | Численность, чел. | Доля от всего населения, % |
| -------- | ----------------- | -------------------------- |
| русские  | 3 505             | 66,81 %                    |
| армяне   | 1 138             | 21,69 %                    |
| украинцы | 225               | 4,29 %                     |
| другие   | 378               | 7,21 %                     |
| всего    | 5 246             | 100,0 %                    |

## Достопримечательности
Дом, где жил Василий Григорьевич Логвинов, и памятная доска возле него.

## Улицы
На территории пгт зарегистрировано: 
- 41 улица
- 17 переулков
- 10 микрорайонов
- 1 станция
- 7 СНТ (садовое некоммерческое товарищество)
- 5 территорий ГСК (гаражно-строительный кооператив).

## Комментарии
1. ↑  Нетипичная версия средиземноморского климата с более холодной зимой и более влажным летом[1]

### Топографические карты
- Лист карты L-37-138 Новомихайловский. Масштаб: 1 : 100 000. Состояние местности на 1979 год. Издание 1984 г.